# Jaroslav Plašil
Jaroslav Plašil (nascut el 5 de gener del 1982 a Opočno) és un futbolista txec que juga de migcampista, actualment al Girondins de Bordeus. També és internacional amb la República Txeca

## Carrera de club

### Primers anys
Plašil, a 18 anys, va signar pel AS Monaco el 2000 però en els seus primers dos anys allà només va aconseguir jugar 8 partits, com a titular, i acabà essent cedit al Créteil de la Ligue 2. Després d'una actuació raonable, Plašil va tornar a Monaco la temporada 2003, on durant les quatre següents temporades va anar entrant a l'equip titular, i fins i tot va tenir el seu millor moment la temporada 2003–04 quan l'equip va arribar a la final de la Lliga de Campions de la UEFA. Aquella temporada, Plašil va marcar un gol en la victòria rècord del Monaco per 8–3 contra el Deportivo La Coruña.

### Osasuna
El 2007, Plašil va signar contracte per quatre anys amb el CA Osasuna.

### Bordeus
El 8 de juny de 2009, el FC Girondins de Bordeaux va recuperar el jugador de l'Osasuna.
El 31 de maig de 2013, Plašil fou el capità dels de Bordeus en la derrota per 3–2 contra l'Evian a la final de la Coupe de France 2013.

### Estadístiques
A 14 maig 2016.
| Club                    | Temporada      | Lliga   | Lliga | Copa    | Copa | Europa  | Europa | Total   | Total |
| Club                    | Temporada      | Partits | Gols  | Partits | Gols | Partits | Gols   | Partits | Gols  |
| ----------------------- | -------------- | ------- | ----- | ------- | ---- | ------- | ------ | ------- | ----- |
| AS Monaco               | 2001–02        | 4       | 0     | 0       | 0    | 0       | 0      | 4       | 0     |
| AS Monaco               | 2002–03        | 4       | 0     | 0       | 0    | 0       | 0      | 4       | 0     |
| Créteil                 | 2002–03        | 14      | 0     | 0       | 0    | 0       | 0      | 14      | 0     |
| AS Monaco               | 2003–04        | 33      | 2     | 0       | 0    | 10      | 1      | 43      | 3     |
| AS Monaco               | 2004–05        | 24      | 1     | 0       | 0    | 5       | 0      | 29      | 1     |
| AS Monaco               | 2005–06        | 21      | 1     | 6       | 0    | 0       | 0      | 27      | 1     |
| AS Monaco               | 2006–07        | 31      | 1     | 1       | 0    | 0       | 0      | 32      | 1     |
| CA Osasuna              | 2007–08        | 34      | 4     | 1       | 0    | 0       | 0      | 35      | 5     |
| CA Osasuna              | 2008–09        | 34      | 4     | 0       | 0    | 0       | 0      | 34      | 4     |
| FC Girondins de Bordeus | 2009–10        | 34      | 2     | 7       | 2    | 9       | 1      | 50      | 5     |
| FC Girondins de Bordeus | 2010–11        | 38      | 4     | 4       | 0    | 0       | 0      | 42      | 4     |
| FC Girondins de Bordeus | 2011–12        | 38      | 3     | 2       | 0    | 0       | 0      | 40      | 3     |
| FC Girondins de Bordeus | 2012–13        | 33      | 2     | 6       | 0    | 10      | 0      | 45      | 2     |
| FC Girondins de Bordeus | 2013–14        | 4       | 0     | 1       | 0    | 0       | 0      | 5       | 0     |
| Catania                 | 2013-14        | 28      | 1     | 0       | 0    | 0       | 0      | 28      | 1     |
| FC Girondins de Bordeus | 2014–15        | 34      | 0     | 4       | 0    | 0       | 0      | 38      | 0     |
| FC Girondins de Bordeus | 2015–16        | 27      | 3     | 6       | 1    | 4       | 0      | 37      | 4     |
| Total Bordeaux          | Total Bordeaux | 208     | 14    | 30      | 3    | 27      | 1      | 265     | 18    |
| Total carrera           | Total carrera  | 435     | 28    | 38      | 3    | 42      | 1      | 511     | 34    |

Copa inclou Coupe de France, Coupe de la Ligue, Trophée des Champions.
Europa inclou Europa League, Supercopa de la UEFA, Champions League